# Келишка торфовикова
Келишка торфовикова (Calypogeia sphagnicola) — вид печіночників родини келишкових (Calypogeiaceae).

## Поширення
Батьківщиною є Європа, Макаронезія, Азія, Австралія, Нова Зеландія, Північна Америка, Південна Америка.